# 六角堂広場

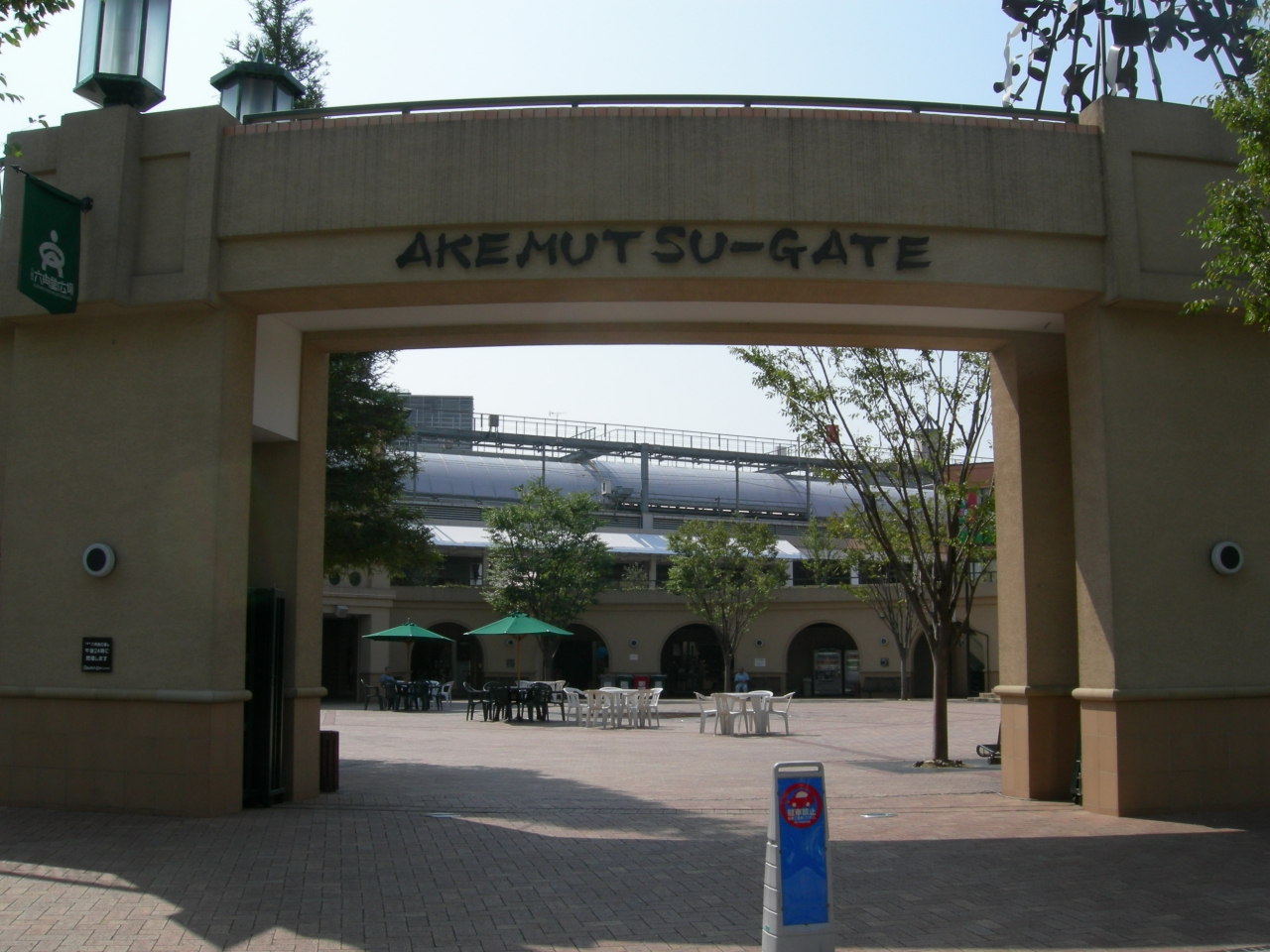
六角堂広場（シティプラザ整備前）

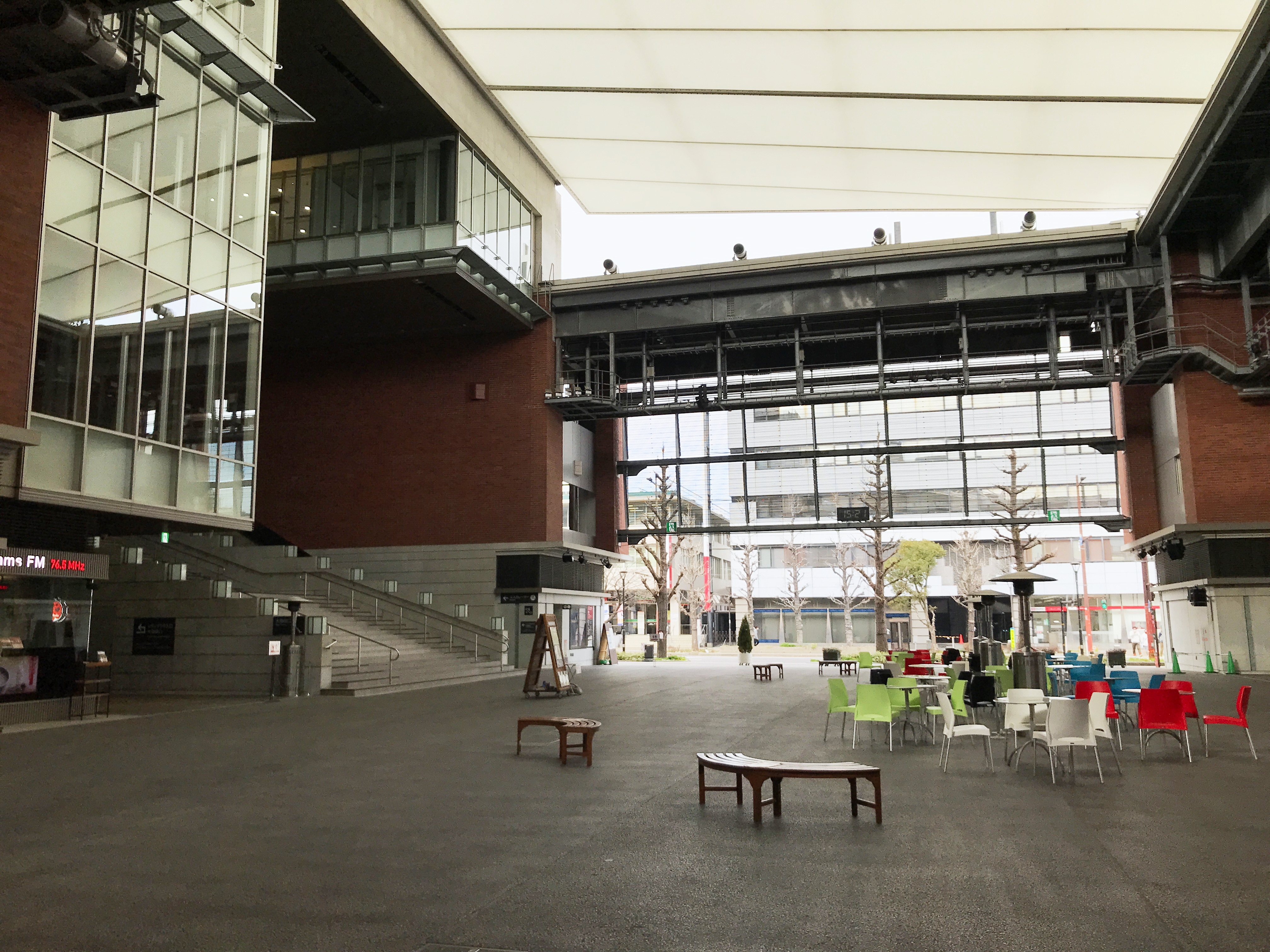
六角堂広場（シティプラザ整備後）

六角堂広場（ろっかくどうひろば）は、福岡県久留米市六ツ門町にある施設。
当初、中心市街地の活性化を目的として、久留米市と株式会社ハイマート久留米が協力して整備した広場であった。
2016年4月の久留米シティプラザ完成と共に、同施設内の開放広場（屋根付き）となった。
この場所は、久留米市の中心市街地「六ツ門アーケード」に隣接している。

## 六角堂、六角堂広場単独時代
円形イベント広場を中心として無料休憩スペース、多目的トイレ、市民ギャラリー、サテライトスタジオ等があった。また商業施設「大陸食ロード」には、カフェやラーメン、居酒屋など食事ができる店舗があった。
名称の由来は、かつてこの広場の名前の由来となった六角堂である。太平洋戦争後はこの地（もしくは「六ツ門アーケード」か）に置かれた街頭テレビに人が群がるなど町のシンボル広場であった。
久留米市は火災により空き地となったため、土地を買収し、新たな「六角堂広場」を整備した。
その後，「久留米ブルースフェスティバル」をはじめ、多くの音楽祭が開かれたり、「ラーメンフェスタin久留米」、「久留米焼きとり 日本一フェスタ」、「B1グランプリ」など、多くのイベントが開催された。
新たな再開発計画が立てられ、久留米シティプラザの建設がスタート、これに伴い2013年3月末日をもって旧・六角堂広場が閉鎖された。

## 久留米シティプラザ時代
- 2016年4月に、久留米シティプラザの開放型イベント広場として、膜屋根付きの全天候型施設として再オープンした。

### サテライトスタジオ
- 3面ガラス張りのサテライトスタジオがあり、コミュニティ放送局であるドリームスエフエムが使用している。自社製作の生放送番組のうち「おはようホットライン｣を除いてここから放送している。

#### 放送している番組
- があばよか！らじお
- SWITCH-FIVE !
- シュガーシュガーYaYa
- SMILE SATURDAY
- DoCoMo サタデーネットワーク
- ミスJaponのときめきヌーボー
- ダニー・ババのデラックスラジオ・キュー！
- with

#### 放送が終了した番組
- ガクバン